# Estação Ferroviária de Covelinhas

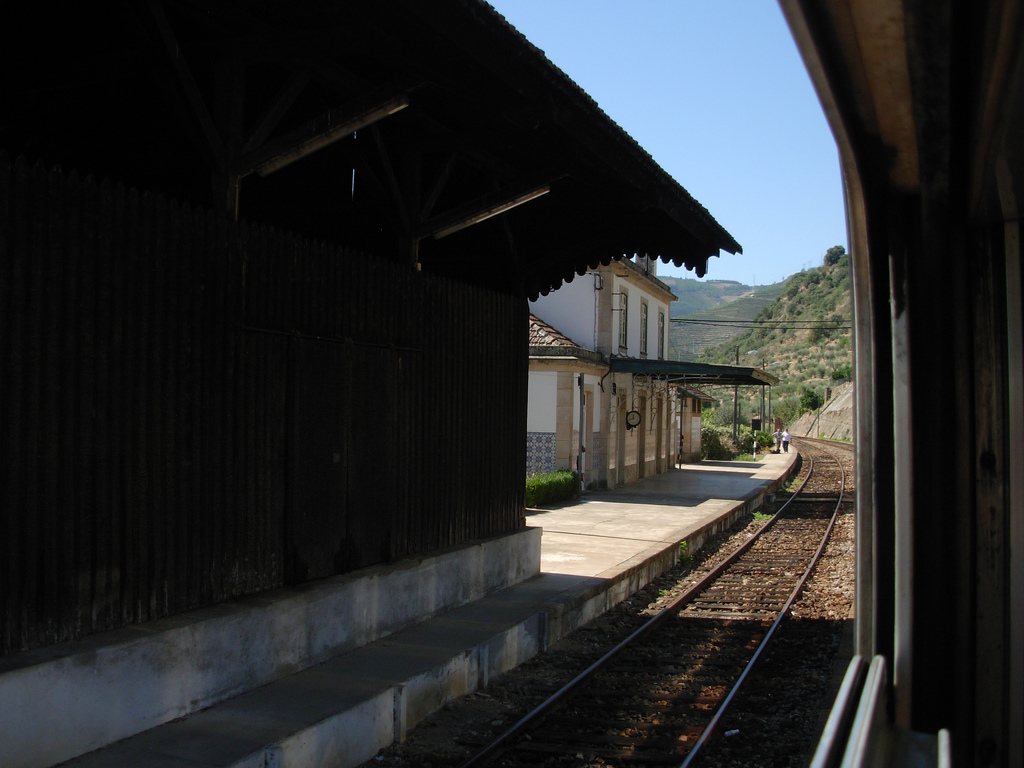
Estação de Covelinhas, em 2006

A Estação Ferroviária de Covelinhas é uma interface da Linha do Douro, que serve a localidade de Covelinhas, na freguesia de Galafura e Covelinhas no concelho de Peso da Régua, em Portugal.

## Caracterização

### Localização e acessos
Situa-se junto à localidade de Covelinhas.

### Infraestrutura
Segundo o Directório da Rede 2012, editado pela Rede Ferroviária Nacional em 6 de Janeiro de 2011, a estação ferroviária de Covelinhas possuía duas vias de circulação, ambas com 273 m de comprimento, e duas plataformas, com 135 e 80 m de comprimento e 35 e 40 cm de altura. Em Outubro de 2004, esta interface tinha a classificação E da Rede Ferroviária Nacional.

### Serviços
Esta estação é servida por comboios InterRegionais da operadora Comboios de Portugal.

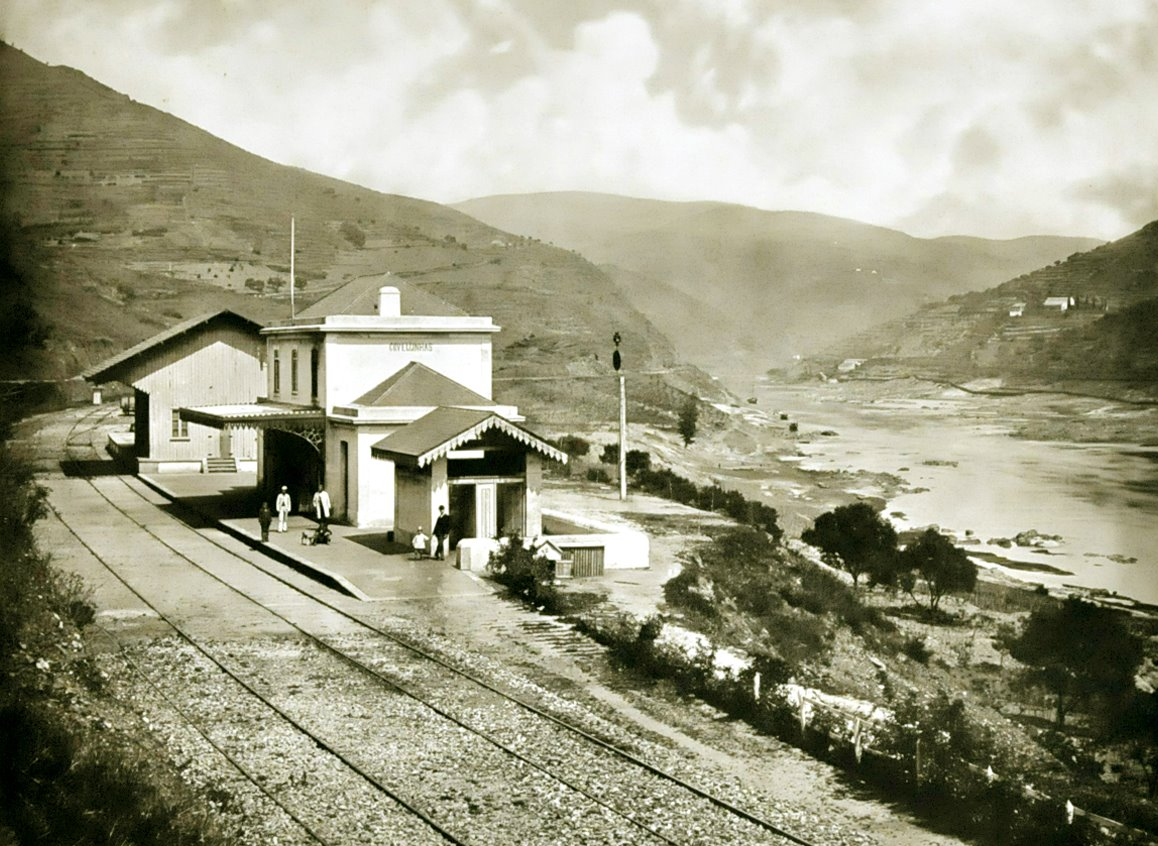
Estação de Covelinhas, nos primeiros anos

## História
Esta interface situa-se no troço entre as Estações de Régua e Ferrão da Linha do Douro, que foi inaugurado em 4 de Abril de 1880.

Em 1901, estava em construção e estudo a Estrada Distrital n.º 48, que ligava esta estação à cidade de Vila Real, e  estava prevista a instalação de uma estrada entre Armamar e a margem oposta do Rio Douro, em frente à estação, de forma a melhor servir a região a Sul do Douro. Em 28 de Outubro de 1903, o governo autorizou o financiamento de várias estradas de acesso a estações, incluindo um caminho entre Covelinhas e o cais no Rio Douro, com a extensão de 413 m. No entanto, em 1932 os acessos à estação continuavam a ser muito primitivos, existindo apenas caminhos para carros de bois.